# Acaste
Acaste és un gènere extingit de trilobits de l'ordre Phacopida que va viure al llarg del període Silurià. Estan caracteritzats per una superfície dorsal convexa, una absència d'espines, un escurçament de la protecció del cap i un arrodoniment general de tots els angles. Les espècies inclouen Acaste downingiae (Wenlock Series).